# Veen (vegetatie)
Veen is een aanduiding voor verschillende vegetaties of plantengemeenschappen, die ontstaan als de productie van dood organisch materiaal de afbraak overtreft. Op grond van de omstandigheden bij het ontstaan (klimaat en grondwater) kunnen worden onderscheiden topogeen, soligeen en ombrogeen veen.
De voedselrijke topogene venen kunnen gevonden worden langs rivieren en verlande rivierarmen, meren en brongebieden.

De mesotrofe soligene venen kunnen gevonden worden in kwelzones aan de voet van heuvelruggen, zoals stuwwallen of duinen en gebieden met afstromend oppervlaktewater.

De voedselarme ombrogene venen kunnen gevonden worden op hooggelegen plaatsen op arme bodems buiten het bereik van het grondwater.
De grondsoort veen is een bodemtyoe dat hoofdzakelijk is opgebouwd uit gehumificeerd plantaardig materiaal. Deze vochtige tot natte, sponsachtige grondsoort is gevormd door afgestorven planten in venen en later bewaard gebleven onder natte, zuurstofarme omstandigheden, waardoor oxidatie werd verhinderd. Bij ontwatering van veengrond kan er inklinking. oxidatie en zetting optreden, waardoor bodemdaling plaats vindt.

## Ontstaan en typen
| Indeling van veenvegetaties naar klimaat en bodem | Indeling van veenvegetaties naar klimaat en bodem | Indeling van veenvegetaties naar klimaat en bodem | Indeling van veenvegetaties naar klimaat en bodem | Indeling van veenvegetaties naar klimaat en bodem |
| Veentypen                                         | \| H o o g v e e n \| ↔ \| L a a g v e e n \|     | \| H o o g v e e n \| ↔ \| L a a g v e e n \|     | \| H o o g v e e n \| ↔ \| L a a g v e e n \|     | \| H o o g v e e n \| ↔ \| L a a g v e e n \|     |
| Ontstaan                                          | klimatisch; ombrogeen                             | klimatisch- topografisch; soligeen                | klimatisch- topografisch; soligeen                | topografisch; topogeen                            |
| ------------------------------------------------- | ------------------------------------------------- | ------------------------------------------------- | ------------------------------------------------- | ------------------------------------------------- |
| Klimaat                                           | oceanisch, zeer nat                               | oceanisch, zeer nat                               | continentaal, droog                               | continentaal, droog                               |
| Vocht- voorziening                                | geheel afhankelijk van de regenval                | voldoende neerslag                                | voldoende neerslag                                | voldoende neerslag                                |
| Nutriënten                                        | grotendeels afhankelijk van de regenval           | minder nutriënten                                 | minder nutriënten                                 | voldoende nutriënten                              |
| Milieu                                            | oligotroof                                        | mesotroof                                         | mesotroof                                         | eutroof                                           |
| H o o g v e e n                                   | ↔                                                 | L a a g v e e n                                   |                                                   |                                                   |

In vegetaties overtreft de afbraak meestal de vorming van dood organisch materiaal, omdat de milieuomstandigheden die gunstig zijn voor de productie, ook de afbraak bevorderen. Bij biologische afbraak speelt de aanwezigheid van zuurstof een belangrijke rol, omdat het nodig is voor de oxidatie van de organische stof. Een overvloed aan water in de natuur kan verhinderen, dat er voldoende zuurstof beschikbaar is. Veenvorming vindt dan ook plaats onder natte omstandigheden, bijvoorbeeld door klimaat of bodem.
In een klimaat, waar de neerslag groter is dan de verdamping (neerslagoverschot) komt veenvorming het meeste voor, en ook op plaatsen waar de vorm van het terrein en de bodem er voor zorgen dat water slecht wordt afgevoerd (stagnatie). Voorbeelden van deze laatste zijn (bron-)moerassen en meren waar een constante aanvoer van water is.
In zeer natte klimaten blijkt de afbraak van plantenresten zo sterk geremd te kunnen worden, dat organisch materiaal zich sterk ophoopt. De venen die zich in extreme, oceanische klimaten vormen, zijn reliëfbedekkende venen ('blanket bogs'). Deze liggen als een deken over het landschap, over de dalen en de heuvels. Dergelijke ombrogene, ombrotrofe of klimatische venen worden ook wel hoogveen genoemd en komen in Europa voor in West-Ierland, West-Schotland en Vuurland.
Bij topogene of topografische venen gaat het om veenvorming die alleen in droge, continentale klimaten plaatsvinden in meren en brongebieden. In Nederland behoren hiertoe de onder water of in grondwatermoerassen gevormde venen: het laagveen.
De soligene of klimatisch-topografische venen vormen een tussenvorm tussen de topogene en ombrogene venen. De hoogvenen in noordelijk Nederland en in de Peel zijn begonnen als topogene venen (laagveen) en zijn later boven het grondwater of schijngrondwater uitgegroeid en kregen zo het karakter van een ombrogeen veen.

## Plantengemeenschappen
De veenvormende plantengemeenschappen behoren tot een aantal klassen:
- Klasse van bronbeekgemeenschappen (Montio-Cardaminetea)
- Riet-klasse (Phragmitetea)
- Klasse van kleine zeggen (Parvocaricetea)
- Klasse van hoogveenslenken (Scheuchzerietea)
- Klasse van hoogveenbulten en natte heiden (Oxycocco-Sphagnetea)
- Klasse van berkenbroekbossen (Vaccinio-Betuletea)